# Fleringen (Overijssel)
Pour l’article homonyme, voir Fleringen (Rhénanie-Palatinat).
Fleringen est un village néerlandais de la commune de Tubbergen, situé dans la province d'Overijssel.

## Géographie
Fleringen est situé dans le nord-est de la province d'Overijssel, sur le carrefour des routes d'Almelo à Ootmarsum et de Tubbergen à Oldenzaal. Son territoire est traversé par le Canal d'Almelo à Nordhorn.

## Histoire
En 1840, Fleringen comptait 48 maisons et 334 habitants.